# Laurent Coulondre
Pour les articles homonymes, voir Coulondre.
Laurent Coulondre, né le 2 janvier 1989 à Nîmes, est un pianiste, organiste, claviériste, compositeur et arrangeur de jazz français.

## Biographie et parcours musical
Très jeune, Laurent Coulondre s'initie à la batterie puis se met au piano. Il découvre le jazz avec le pianiste Stéphane Kochoyan et se produit avec le Big Band de Petite Camargue en première partie de Marcus Miller, Dee Dee Bridgewater, Al Jarreau ou Michel Legrand, mais aussi avec l’orchestre Jime & Cies en régions à Jazz in Marciac.
Après avoir commencé ses études à Vauvert puis Toulouse, il s’expatrie à Barcelone en Espagne à l’ESMUC où il perfectionne son jeu à l’orgue Hammond avant de s'installer à Paris en 2011 où il partage la scène ou enregistre en studio avec de nombreux artistes (cf. section "Collaborations").
Lauréat de plusieurs tremplins à titre individuel et déjà deux albums à son actif (Opus I et Opus II), Laurent Coulondre est invité en première partie de Sting au festival Jazz à Vienne en juillet 2015 puis est sacré « Révélation de l’année » aux Victoires du Jazz en 2016 avec son projet en trio Schizophrenia. 
En 2017, il lance Gravity Zero, un nouveau projet en duo Keys & Drums,, entouré de André Ceccarelli, Martin Wangermée, Yoann Serra et Cyril Atef, ainsi que le spectacle jeune public Madame Classique & Mister Jazz créé avec la chanteuse Laura David et soutenu par le festival Jazz in Marciac et la Spedidam. 
En 2019, pour célébrer la mémoire du célèbre pianiste de jazz Michel Petrucciani, Laurent Coulondre lui rend hommage avec son album Michel on My Mind, pour lequel il reçoit le « Prix du disque français de l'année » par l'Académie du Jazz.  
En 2020, Laurent Coulondre est de nouveau sacré aux Victoires du Jazz, dans la catégorie « Artiste instrumental ». 
Laurent Coulondre est régulièrement invité à se produire sur des scènes nationales (Jazz in Marciac, Jazz à Vienne, Jazz à Juan, Jazz sous les Pommiers, Jazz à Saint-Germain-des-Prés, Paris Jazz, Cosmo Jazz, l'Olympia, etc.) mais aussi sur des scènes à l'international (Canada, États-Unis, Japon, Pays-Bas, Suisse, Espagne, Royaume-Uni, Allemagne, Algérie, Chine, etc.).
Parallèlement, Laurent Coulondre intervient au Centre des Musiques Didier Lockwood et enseigne le piano jazz au sein de l’École supérieure de musique de Bourgogne-Franche-Comté.

## Prix et récompenses
- 2010 : Prix de soliste et vainqueur du Tremplin Européen Didier Lockwood
- 2011 : Vainqueur du Tremplin Jazz à Castello (Espagne)
- 2012 : Vainqueur du Tremplin Jazz en Baie[12]
- 2012 : Finaliste du tremplin Rezzo Focal à Jazz à Vienne
- 2013 : Prix International d’Orchestre de Jazz à Montauban
- 2014 : Vainqueur du Concours National de Jazz à la Défense[13]
- 2014-2017 : Élu Génération Spedidam[14]
- 2015-2016 : Élu Talent Jazz Adami[15]
- 2016 : Lauréat Jazz de la Fondation Lagardère[16]
- 2016 : Élu « Révélation de l’année » Prix Frank Ténot aux Victoires du Jazz[3]
- 2017 : Élu "Artiste le plus programmé à l'étranger" au palmarès 2017 des plus grandes tournées par le Bureau Export[17]
- 2019 : Soutenu par la Fondation BNP PARIBAS[18]
- 2019 : Album Michel on My Mind élu « Prix du disque français 2019 (meilleur disque enregistré par un musicien français) » par l’Académie du Jazz[8]
- 2020 : Élu « Musicien français de l’année 2019 » par Jazz Magazine[19]
- 2020 : Élu « Artiste instrumental » aux Victoires du Jazz[9]

## Discographie
- 2011 : Opus I
- 2013 : Opus II Cristal Records
- 2015 : Schizophrenia Sound Surveyor Music - In Vivo
- 2017 : Gravity Zero Sound Surveyor Music - In Vivo
- 2018 : Madame Classique & Mister Jazz (Jeune public)  Sound Surveyor Music - In Vivo
- 2019 : Michel on My Mind   New World Production
- 2022 : A Trip in Marseille (Paradis Improvisé)
- 2022 : Meva Festa[20] chez New World Production

## Collaborations
Laurent Coulondre collabore, sur scène ou en studio d’enregistrement, avec de nombreux artistes (liste non exhaustive) : Paul Jackson, Robin McKelle, Joe Lovano, Lenny White, Lisa Simone, Peter Bernstein, Sly Johnson, Terell Stafford, Hugh Coltman, André Ceccarelli, Daniel Huck, Nicolas Folmer, Flavio Boltro, Stéphane Huchard, Minino Garay, Pierre de Bethmann, Stéphane Guillaume, Damien Schmitt, Michèle Hendricks, Sylvain Beuf, Hadrien Feraud, Laurent Vernerey, Manu Codjia, Benjamin Henocq, Lukmil Perez, Felipe Cabrera, Sébastien Boisseau, Irving Acao, Claude Egéa, Sylvain Del Campo, Philippe Sellam, etc.